# میکی هاوارد
میکی هاوارد (به انگلیسی: Miki Howard) با نام کامل آلیسیا میشل هاوارد (به انگلیسی: Alicia Michelle Howard) (زاده ۳۰ سپتامبر ۱۹۶۰) خواننده و ترانه‌سرا آمریکایی است.